# Barry Sullivan
Patrick Barry Sullivan (New York, 29 agosto 1912 – Sherman Oaks, 6 giugno 1994) è stato un attore statunitense.

## Biografia
Sullivan fu interprete teatrale a Broadway, prima di debuttare sul grande schermo all'inizio degli anni trenta.
Uno dei suoi ruoli cinematografici più noti è quello del regista Fred Amiel ne Il bruto e la bella (1952) di Vincente Minnelli.
Nel 1960 Sullivan interpretò lo sceriffo Pat Garrett (antagonista di Clu Gulager, che interpretava Billy the Kid) nella serie televisiva western The Tall Man, prodotta dal 1960 al 1962. 
Apparve anche in un cameo nella trasposizione cinematografica della serie, diretta da Sam Peckinpah e intitolata Pat Garrett e Billy Kid (1972), nel ruolo di John Chisum, ma la sua scena venne tagliata nell'edizione cinematografica.
Fu diretto anche da alcuni registi italiani come Mario Bava in Terrore nello spazio (1965), Antonio Margheriti in La parola di un fuorilegge... è legge! (1975) e Umberto Lenzi: per quest'ultimo interpretò il ruolo di 'O Generale in Napoli violenta (1976).

## Filmografia parziale

### Cinema
- La donna della città (The Woman of the Town), regia di George Archainbaud (1943)
- Le schiave della città (Lady in the Dark), regia di Mitchell Leisen (1944)
- L'isola dell'arcobaleno (Rainbow Island), regia di Ralph Murphy (1944)
- Il grande silenzio (And Now Tomorrow), regia di Irving Pichel (1944)
- Nozze agitate (Getting Gertie's Garter), regia di Allan Dwan (1945)
- Orgasmo (Suspense), regia di Frank Tuttle (1946)
- Il cerchio si chiude (Framed), regia di Richard Wallace (1947)
- Violenza (The Gangster), regia di Gordon Wiles (1947)
- I banditi della città fantasma (Bad Men of Tombstone), regia di Kurt Neumann (1949)
- Fate il vostro gioco (Any Number Can Play), regia di Mervyn LeRoy (1949)
- Il grande Gatsby (The Great Gatsby), regia di Elliott Nugent (1949)
- Tensione (Tension), regia di John Barry (1949)
- La carovana maledetta (The Outriders), regia di Roy Rowland (1950)
- Nancy va a Rio (Nancy Goes to Rio), regia di Robert Z. Leonard (1950)
- L'indossatrice (A Life of Her Own), regia di George Cukor (1950)
- Risposiamoci tesoro! (Grounds for Marriage), regia di Robert Z. Leonard (1951)
- L'ambiziosa (Payment on Demand), regia di Curtis Bernhardt (1951)
- Le vie del cielo (Three Guys Named Mike), regia di Charles Walters (1951)
- Tutto per tutto (Inside Straight), regia di Gerald Mayer (1951)
- Mr. Imperium, regia di Don Hartman (1951)
- La lettera accusatrice (Cause for Alarm!), regia di Tay Garnett (1951)
- Lo sconosciuto (The Unknown Man), regia di Richard Thorpe (1951)
- Gonne al vento (Skirts Ahoy!), regia di Sidney Lanfield (1952)
- Il bruto e la bella (The Bad and the Beautiful), regia di Vincente Minnelli (1952)
- La marea della morte (Jeopardy), regia di John Sturges (1953)
- L'urlo dell'inseguito (Cry of the Hunted), regia di Joseph H. Lewis (1953)
- Avventura in Cina (China Venture), regia di Don Siegel (1953)
- La morsa si chiude (Loophole), regia di Harold D. Schuster (1954)
- Ragazze audaci (Playgirl), regia di Joseph Pevney (1954)
- Asfalto rosso (The Miami Story), regia di Fred F. Sears (1954)
- Tra due amori (Her Twelve Men), regia di Robert Z. Leonard (1954)
- Aquile nell'infinito (Strategic Command Air), regia di Anthony Mann (1955)
- Ape regina (Queen Bee), regia di Ranald MacDougall (1955)
- I dominatori di Fort Ralston (Texas Lady), regia di Tim Whelan (1955)
- Il mio amante è un bandito (The Maverick Queen), regia di Joseph Kane (1956)
- Salva la tua vita! (Julie), regia di Andrew L. Stone (1956)
- Massacro ai grandi pozzi (Dragoon Wells Massacre), regia di Harold D. Schuster (1957)
- La strada dell'oro (The Way to the Gold), regia di Robert D. Webb (1957)
- Quaranta pistole (Forty Guns), regia di Samuel Fuller (1957)
- Estasi d'amore - Operazione Love (Another Time, Another Place), regia di Lewis Allen (1958)
- Larsen il lupo (Wolf Larsen), regia di Harmon Jones (1958)
- Guerra di gangster (The Purple Gang), regia di Frank McDonald (1959)
- Sette strade al tramonto (Seven Ways from Sundown), regia di Harry Keller (1960)
- Luce nella piazza (Light in the Piazza), regia di Guy Green (1962)
- La veglia delle aquile (A Gathering of Eagles), regia di Delbert Mann (1963)
- Tra due fuochi (Man in the Middle), regia di Guy Hamilton (1963)
- Duello a Thunder Rock (Stage to Thunder Rock), regia di William F. Claxton (1964)
- Nodo scorsoio (My Blood Runs Cold), regia di William Conrad (1965)
- Harlow, regia di Alex Segal (1965)
- Terrore nello spazio, regia di Mario Bava (1965)
- Il papavero è anche un fiore (Poppies Are Also Flowers), regia di Terence Young (1966)
- Vivi e lascia morire (An American Dream), regia di Robert Gist (1966)
- Colpo di grazia (It Takes all Kinds), regia di Eddie Davis (1969)
- Quattro bastardi per un posto all'inferno (Shark!), regia di Samuel Fuller (1969)
- Ucciderò Willie Kid (Tell Them Willie Boy Is Here), regia di Abraham Polonsky (1969)
- Il compromesso (The Arrangement), regia di Elia Kazan (1969) (non accreditato)
- Il candidato (The Candidate), regia di Michael Ritchie (1972) (voce)
- Pat Garrett e Billy Kid (Pat Garrett and Billy the Kid), regia di Sam Peckinpah (1973)
- Terremoto (Earthquake), regia di Mark Robson (1974)
- La parola di un fuorilegge... è legge! (Take a Hard Ride), regia di Antonio Margheriti (1975)
- Il giustiziere (The 'Human' Factor), regia di Edward Dmytryk (1975)
- Napoli violenta, regia di Umberto Lenzi  (1976)
- A caro prezzo (The Washington Affair), regia di Victor Stoloff (1977)
- Bentornato Dio! (Oh, God!), regia di Carl Reiner (1977)

### Televisione
- Climax! – serie TV, episodi 1x33-4x34 (1955-1958)
- General Electric Theater – serie TV, episodio 3x31 (1955)
- Pursuit – serie TV, episodio 1x03 (1958)
- Alfred Hitchcock presenta (Alfred Hitchcock Presents) – serie TV, episodio 4x05 (1958)
- June Allyson Show (The DuPont Show with June Allyson) – serie TV, episodio 1x12 (1959)
- Westinghouse Desilu Playhouse – serie TV, episodi 1x19-2x15 (1959-1960)
- The Tall Man – serie TV, 75 episodi (1960-1962)
- L'ora di Hitchcock (The Alfred Hitchcock Hour) – serie TV, episodio 1x10 (1962)
- The Dick Powell Show – serie TV, episodio 2x12 (1962)
- Il virginiano (The Virginian) – serie TV, episodi 1x02-8x04 (1962-1969)
- Sotto accusa (Arrest and Trial) – serie TV, episodio 1x04 (1963)
- La grande avventura (The Great Adventure) – serie TV, episodi 1x07-1x21 (1963-1964)
- Ben Casey – serie TV, 3 episodi (1963-1964)
- Il reporter (The Reporter) – serie TV, episodio 1x12 (1964)
- Slattery's People – serie TV, episodio 1x10 (1964)
- I giorni di Bryan (Run for Your Life) – serie TV, episodio 1x05 (1965)
- I sentieri del West (The Road West) – serie TV, 29 episodi (1966-1967)
- Bonanza – serie TV, episodio 9x04 (1967)
- The Danny Thomas Hour – serie TV, episodio 1x07 (1967)
- Mistero in galleria (Night Gallery) – serie TV, episodio Night Gallery (Pilota), regia di Steven Spielberg (1969)
- Ai confini dell'Arizona (The High Chaparral) – serie TV, 2 episodi (1970)
- Le strade di San Francisco (The Streets of San Francisco) – serie TV, episodio 1x19 (1973)
- Savage, regia di Steven Spielberg – film TV (1973)
- La donna bionica (The Bionic Woman) – serie TV, episodio 1x12 (1976)
- Charlie's Angels – serie TV, episodi 4x01-4x02-4x05 (1979)
- La casa nella prateria (Little House on the Prairie) – serie TV, episodio 6x11 (1979)

## Riconoscimenti
- Hollywood Walk of Fame (Cinema)
  - 1960 – Stella al 6160 Hollywood Blvd.
- Hollywood Walk of Fame (Televisione)
  - 1960 – Stella al 1500 Vine Street.

- Primetime Emmy Awards
  - 1956 – Candidatura al miglior attore protagonista in un singolo episodio di una serie televisiva per Ford Star Jubilee, episodio "The Caine Mutiny Court-Martial"

## Doppiatori italiani
- Gualtiero De Angelis in Violenza, I banditi della città fantasma, Il grande Gatsby, Tutto per tutto, Il bruto e la bella, La marea della morte, L'urlo dell'inseguito, Tra due amori, Salva la tua vita!
- Emilio Cigoli in Il grande silenzio, I dominatori di Fort Ralston, Il mio amante è un bandito, La strada dell'oro, Larsen il lupo, Sette strade al tramonto, La veglia delle aquile, Ucciderò Wilie Kid
- Mario Pisu in Il cerchio si chiude, Tensione, L'indossatrice, Aquile nell'infinito, Luce nella piazza
- Bruno Persa in Massacro ai grandi pozzi, Tra due fuochi
- Giulio Panicali in Ape regina
- Pino Locchi in Quaranta pistole
- Nando Gazzolo in Duello a Thunder Rock
- Carlo D'Angelo in Terrore nello spazio
- Renato Turi in Quattro bastardi per un posto all'inferno
- Carlo Alighiero in Il compromesso
- Giuseppe Rinaldi in Napoli violenta
- Sergio Rossi in Charlie's Angels